# Бейли, Джейкоб Уитман
Дже́йкоб Уи́тман Бе́йли (англ. Jacob Whitman Bailey, 1811 — 1857) — американский ботаник, коллекционер водорослей, профессор химии, профессор минералогии, профессор геологии и педагог.

## Биография
Джейкоб Уитман Бейли родился 29 апреля 1811 года в городе Уорд штата Массачусетс (ныне — город Оберн).
Он был профессором химии, минералогии и геологии в Военной академии США в городе Вест-Пойнт, штат Нью-Йорк.
Во время периода расширения и усиления географических исследований и исследований естественной истории североамериканского континента и океанов мира, Бейли был центральной персоной в американских исследованиях морских водорослей, микроскопических инфузорий.
В 1845 году он был избран членом Американской академии искусств и наук.
К середине 1850-х годов он собрал самую лучшую и самую обширную коллекцию морских водорослей в Америке.
Джейкоб Уитман Бейли умер 26 февраля 1857 года в городе Уэст-Пойнт в Нью-Йорке.

## Научная деятельность
Джейкоб Уитман Бейли специализировался на водорослях.

## Некоторые публикации
- Bailey, JW. 1851. Microscopical examination of soundings, made by the U.S. Coast Survey off the Atlantic coast of the U.S. Instituto Smithsoniano. 15 pp.
- Bailey, JW. 1851. Microscopical observations made in South Carolina, Georgia & Florida. IS, 48 pp.
- Bailey, JW. 1854. Notes on new species and localities of microscopical organisms. IS, 15 pp.
- Bailey, JW. 1855. On a universal indicator for microscopes. American Journal of Science and Arts 2, 20 (58): 58—65, pl. 1.

## Почести
Род растений Baileya был назван в его честь.